# ایلدیباد
ایلدیباد (انگلیسی: Ildibad؛ – ۱ مهٔ ۰۵۴۱) یا هیلدبائوس یا هیلباد پادشاه اهل پادشاهی استروگتیک از ۵۴۰ تا ۵۴۱ میلادی بود.

## زندگی‌نامه
او برادرزاده تودیس، پادشاه اوستروگوت ویزیگوت‌ها در اسپانیا بود. این رابطه پیتر هدر را به این نتیجه رساند که هر دو متعلق به یک قبیله قدرتمند و غیر سلطنتی بودند. در سال ۵۴۰ میلادی، ویتیگیز پادشاه استروگوت، توسط بیلیساریوس در راونا زندانی شد. فرزندان ایلدیباد نیز زندانی شدند. ایلدیباد متعلق به گوتهای شمال رودخانه پو بود که هنوز از تسلیم شدن در برابر رومی‌ها امتناع ورریده بودند. با این وجود، پس از دستگیری ویگیتز، ایلیباد سعی کرده بود در مورد تسلیم با بلیساریوس مذاکره کند، هرچند ممکن است این موضوع به سرنوشت فرزندانش مرتبط بوده باشد.
پس از بازداشت ویگیتز، برادرزاده ویگیتز نامزد تصدی پست پادشاهی شد چه آنکه او یک فرمانده نظامی ماهر و مسئول تیکینوم (پاویا) بود. با این حال، از آنجا که خانواده وی فاقد «ثروت سلطنتی» بود، این پیشنهاد را رد کرند و در عوض، ایلیباد را که در آن زمان مسئول ورونا بود ، انتخاب کردند. اینها تنها شهرهایی بودند که در این زمان در تصرف استروگوت‌ها بود. ایلیباد پس از انتخاب به عنوان پادشاه در سال ۵۴۰ میلادی، پایتخت خود را به پاویا منتقل کرد. او مجدداً سعی در مذاکره برای تسلیم کرد، اما پس از آنکه بلیساریوس به همراه ویگیتز و خانواده ایلیباد به قسطنطنیه حرکت کردند، جنگ را از سر گرفت. قلمرو گوتیک در این زمان فقط از نوار باریکی بین پاویا و ورونا تشکیل شده بود، و ارتش او از تقریباً ۱۰۰۰ مرد تشکیل شده بود، اگرچه این تعداد در حال افزایش بود.
عدم هماهنگی میان فرماندهان بیزانس باقیمانده، ایلیباد را قادر ساخت تا اقتدار خود را در سراسر لیگوریا و ونیز گسترش دهد. در سال ۵۴۱ میلادی در جنگی مهم به پیروزی رسید این نبرد پیروزی قاطعی برای گوتها بود، ویتالیوس به سختی شکست خورد و فرار کرد و بسیاری کشته شدند. خواهرزاده اش توتیلا سپس فرمانده نظامی شد. متعاقباً ایلدیباد توانست اقتدار خود را در کل دره پو گسترش دهد. این پیروزی باعث افزایش حمایت از وی در میان گاتها شد، در حالی که مالیات مخرب رومی در استانها و عدم هماهنگی در بین ژنرال‌ها، وی را قادر به دستیابی به بسیاری از سرزمین‌های رومی می‌کرد.
در سال ۵۴۱، ایلدیباد اوراسیا را به قتل رساند. براساس گفته‌های پروکوپیوس، قتل اوراسیا تحت تأثیر تحریکات همسر ایلدیباد رخ داد. در هر صورت، در ماه مه ۵۴۱ میلادی، ایلدیباد توسط محافظ خود به قتل رسید. فقدان یک جانشین گوتیک مناسب ، رومی‌ها را قادر ساخت تا فرمانده ارشد خود را پادشاه گوتها کنند. با این حال اراریک به گاتها خیانت کرد و مخفیانه پیشنهاد کرد پادشاهی گوتیک را در مقابل پول به بیزانسی‌ها تسلیم کند. در نتیجه ، گوتها در پاویا برادرزاده ایلدیباد توتیلا را به پادشاهی انتخاب کردند. توتیلا در آن مقطع خود در حال مذاکره با فرمانده امپراتوری بیزانس در راونا بود و خواستار قتل اراریک در صورت پذیرش تاج و تخت شد. پس از کشته شدن اراریک در اکتبر سال ۵۴۱ ، توتیلا پادشاه استروگوت‌ها شد ، عنوانی که بیش از ده سال در دست داشت.